# Скородумка (Тверська область)
Скородумка (рос. Скородумка) — присілок в Бежецькому районі Тверської області Російської Федерації.
Населення становить 34 особи. Входить до складу муніципального утворення Васюковське сільське поселення.

## Історія
Від 2005 року входить до складу муніципального утворення Васюковське сільське поселення.

## Населення
| 2008 | 2010 |
| ---- | ---- |
| 49   | ↘34  |